# Vodnář modroskvrnný
Vodnář modroskvrnný (Hydrophis cyanocinctus) je jedovatý mořský had. Má z boku zploštělé až 2 m dlouhé tělo, které se od hlavy rozšiřuje až po veslovitý ocas. Tento tvar je pro plavání vlnovitým pohybem mimořádně výhodný. Dýchá vzduch, ale na jedno nadechnutí vydrží pod vodou až 2 hodiny. Nozdry má umístěny na horní straně čenichu a pod vodou je zavírají měkké záklopky. Svaly potřebné pro pohyb na souši těmto hadům zakrněly, takže na souši jsou zcela bezmocní již metr od břehu. Vodnář modroskvrnný se jako všichni mořští hadi živí rybami a má velmi účinný jed.
Na rozdíl od jiných mořských hadů, vlnožilů, kteří vylézají na souš klást vejce, rodí vodnáři v moři živá mláďata. V jednom vrhu jich je 2 až 6.
Vyskytují se v Perském zálivu, Indickém oceánu a Tichém oceánu po Japonsko.